# Turbókörforgalom
A turbókörforgalom olyan körforgalom, amibe való behajtás előtt be kell sorolni a megfelelő sávba, mert az egyes sávokból a kijáratoknak csak egy része érhető el. Magában a körforgalomban és az azt közvetlenül megelőző 15-20 méteres útszakaszon már nem lehet sávot váltani; ezt a körforgalmon belül gyakran sávelválasztó elemekkel (pl. gömbsüveg) is akadályozzák.

## Kialakulása
A turbó körforgalmat a Delfti Műszaki Egyetemen találta ki Bertus Fortuijn a '90-es évek végén többsávos utak hatékony és biztonságos keresztezésére, miután a normál kétsávos körforgalom hatékonytalannak és balesetveszélyesnek bizonyult.

## Problémák a hagyományos kétsávos körforgalmakkal
Az alapvető probléma a hagyományos kétsávos körforgalmakkal, hogy a kihajtás nehézségei, a baleset lehetősége és az ezekből adódó plusz stresszfaktor miatt senki nem szeret behajtani a belső sávba, ami miatt a kétsávos körforgalom kapacitása nem sokkal nagyobb az egysávosénál. Amikor viszont a forgalom sűrűsége megköveteli a belső sáv használatát, akkor valóban gyakoriak is a balesetek.

A kétsávos körforgalomba való behajtáskor a sávválasztás egy fogolydilemmához hasonló játékelméleti probléma. Ha mindenki a körforgalom belső sávjába sorolna be, aki a harmadik vagy negyedik kijáraton akar kihajtani, és társadalmi konszenzus születne arról, hogy a külső sávban haladó mindig elsőbbséget ad a belső sávból a körforgalmat elhagyni szándékozónak, azzal a teljes rendszer hatékonysága növekedne. Viszont az egyén számára mindig az a legegyszerűbb, leggyorsabb, legbiztonságosabb, leginkább stresszmentes, ha minden esetben a külső sávot választja, hiszen ott végig elsőbbsége van, míg a belső sávot választva nem számíthat arra, hogy kihajtásnál a külső sávban haladó elsőbbséget ad neki.

## A turbókörforgalom előnyei
Megfelelő alkalmazása esetén egyszerre nő a kapacitás és a biztonság, mind a sztenderd egy- és kétsávos körforgalomhoz, mind a lámpás kereszteződéshez képest.

A tanulmányok és kísérletek alapján a balesetek száma 72%-kal csökken a hagyományos kétsávos körforgalmakhoz képest.

A lámpás kereszteződéshez képest a kiépítési és fenntartási költségek is jelentősen csökkennek.

Sztenderd kétsávos körforgalom (bal) és turbókörforgalom (jobb) potenciális baleseti pontjai

## A turbókörforgalom hátrányai

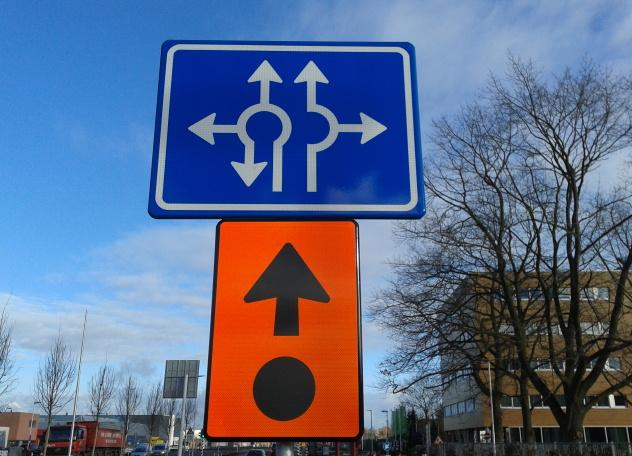
Turbó körforgalmat jelző közlekedési tábla Nijmegenben

- 360°-os fordulót nem minden irányból lehet tenni
- A körforgalomtípust nem ismerőket elsőre összezavarhatja a kialakítása

Egyértelmű útburkolati jelek felfestésével, táblákkal, illetve a vonatkozó KRESZ-ismeretek oktatásával, tájékoztató kampányokkal ezek a hátrányok minimalizálhatók.

## Alapvető követelmények
- Útburkolati jelek alkalmazása a sávokon a kihajtási lehetőségekről, legalább 200 m-rel a körforgalom előtt.
- Tájékoztató tábla a kihajtási lehetőségekről egyszer 400 m-rel a körforgalom előtt, egyszer pedig 40–100 m-rel előtte.
- Sávelválasztó elemek alkalmazása a körforgalmon belül, illetve a párhuzamos behajtó- és kihajtó sávoknál 15-20 méter hosszan. Ahol kamionok is közlekedhetnek, ott a sávelválasztó elemeket úgy kell megválasztani, hogy a kamionok szükség esetén át tudjanak hajtani rajtuk, de a személyautó vezetőit eltántorítsa az ad hoc jellegű meggondolatlan sávváltásoktól.

## Alaptípusa

Lehetséges kijáratok a sávválasztás függvényében a turbókörforgalom alaptípusában

Az ábrán is látható alaptípusát általában egy nagyobb és egy kisebb forgalmú út kereszteződésébe telepítik.

A nagyobb forgalmú útról érkezve az egyenes továbbhaladás a sávválasztástól függetlenül biztosított. Csak az első és harmadik kijáraton való kihajtás (tehát jobbra vagy balra való továbbhaladás) esetén fontos előre besorolni a külső- illetve belső sávba. 

A kisebb forgalmú útról érkezve a külső sávból csak jobbra lehet kanyarodni, a belső sávból viszont minden irányba, kivéve a 360°-os fordulót. 

360°-os fordulót csak a nagyobb forgalmú útról érkezve a belső sávba besorolva lehet tenni.

## További típusai
Az alaptípuson kívül az alábbi típusokat alkalmazzák még:

"Tojás" típusú körforgalom

A kisebb forgalmú útról kettő helyett csak egy bevezető sávot alkalmaznak.

Részleges turbókörforgalom

Minden kijáraton csak egy sáv vezet ki. A nagyobb forgalmú úton a belső sávból csak a harmadik (és negyedik) kijárat érhető el. A külső sáv szolgál a jobbra kanyarodásra és az egyenes továbbhaladásra is.

"Térd" típusú körforgalom

A nagyforgalmú irányok nem átellenesen helyezkednek el, hanem egymással szomszédosak. Itt mindkét nagyforgalmú úton egy behajtó sáv szolgál a másik nagyforgalmú útra való rátérésre, a másik behajtó sáv pedig a két kisforgalmú útra vezet.

Három és öt kijáratú alap- / tojás- / térd típusú turbókörforgalom

Nagyobb forgalmú irányból mindig kettő van, kisebb forgalmú irányból lehet egy vagy három.

"Spirál" típusú körforgalom

A nagyforgalmú úton három, a kisforgalmú úton két behajtósáv van. Kihajtósávból minden kijáratnál kettő van.

"Rotor" típusú körforgalom

Négy közel azonos forgalmú út csomópontjában alkalmazzák. Az egyetlen 90°-ra forgásszimmetrikus elrendezés. Mind a négy irányban három behajtósáv és két kihajtósáv található meg.

"Csillag" típusú körforgalom

A rotor körforgalomhoz hasonló, de csak három kijárata van. 

"Kutyacsont" típusú körforgalom

Autópályafelhajtóknál alkalmazzák. 

Turbó körgeometriájú jelzőlámpás csomópont

'Olyan körgeometriájú jelzőlámpás csomópont ("lámpás körforgalom"), ami egyben a turbó körforgalmak alapelveit is alkalmazza.

Turbószerű körforgalom

Sok olyan példa található a világon, ahol a turbó körforgalmak elveit próbálják alkalmazni, de valamelyik követelmény nem teljesül. Például nincsenek sávelválasztó elemek.

## Elterjedése
A jelenleg a világon megtalálható kb. 680 db turbókörforgalom nagyjából 70%-a Hollandiában, a további 30% nagy része Európán belül található. Európán kívül elenyésző mennyiség található meg belőle, de például az első bal oldali közlekedésű turbó körforgalmat 2012-ben Dél-afrikában Zuluföldön adták át, ami egyben az első volt Afrikában, illetve azóta is az egyetlen a déli féltekén.

Magyarországon az első két turbó körforgalmat Kecskeméten és Zalaegerszegen telepítették 2008-ban, jelenleg 30 db van használatban országszerte. Érdekes módon Budapesten még nem épült. A legújabb projekt a miskolci Vörösmarty Mihály utca és Király utca kereszteződésében épülő háromsávos turbókörforgalom.
| Ország        | Turbó körforgalmak | 1 millió lakosonként |
| ------------- | ------------------ | -------------------- |
| Aruba         | 16                 | 137                  |
| Belgium       | 5                  | 0,43                 |
| Csehország    | 17                 | 1,6                  |
| Észtország    | 15                 | 11,3                 |
| Finnország    | 21                 | 3,8                  |
| Hollandia     | 396                | 22,3                 |
| Horvátország  | 9                  | 2,3                  |
| Magyarország  | 30                 | 3                    |
| Németország   | 19                 | 0,23                 |
| Lengyelország | 82                 | 2,1                  |
| Spanyolország | 4                  | 0,08                 |
| USA           | 4                  | 0,01                 |